# Кулешов, Николай Николаевич
Николай Николаевич Кулешов (5 (17) декабря 1890, Фергана — 19 января 1968, Харьков) — выдающийся биолог-растениевод, академик АН УССР (с 1951, член-корреспондент с 1948), заслуженный деятель науки УССР (16.06.1955), доктор сельскохозяйственных наук, профессор, сотрудник Всесоюзного института растениеводства (ВИР) с 1926 по 1933 г. Специалист в области семеноводства и методики контрольно-семенных исследований.

## Биография
Родился в 1890 году в городе Фергане, в семье врача, политического ссыльного.
В 1909 году окончил Киевскую пятую гимназию, а в 1913 году — сельскохозяйственное отделение Киевского политехнического института.
В 1912—1913 работал практикантом по кукурузе на Харьковской опытной станции.
В 1914 году временно работал в Бюро по прикладной ботанике, вместе с А. Г. Лорхом (1889—1980), изучая пшеницу, ячмень, овёс.
В 1914—1915 состоял ассистентом по кафедре общего земледелия Донского политехнического института.
В 1915—1920 — специалист Харьковской областной опытной станции.
В 1918—1925 — директор Центральной семеноводческой станции УССР, в 1922—1926 — профессор земледелия Харьковского сельскохозяйственного института.
После переезда в Ленинград, в 1926—1933 — зав. секцией кукурузы Всесоюзного института прикладной ботаники и новых культур (ВИПБиНК; с 1930 — ВИР), заместитель директора ВИР; руководил экспедициями по изучению культурных растений: в Средней Азии, Монголии и Закавказье.
5 марта 1933 года был арестован органами ОГПУ в Ленинграде, 29 октября приговорён к 3 годам ссылки в Восточно-Сибирский край и отправлен в Иркутск. После окончания срока ссылки работал в семенной лаборатории и затем профессором, заведующим кафедрой растениеводства Иркутского сельскохозяйственного института, организованного в 1934 году. В январе 1938 года ему была присуждена учёная степень доктора сельскохозяйственных наук без защиты диссертации.
Вторично был арестован 29 июня 1938 года по групповому делу и заключён в тюрьму; 16 августа 1939 года реабилитирован и освобождён.
После освобождения проживал в Омске, в 1939—1945 годах — профессор, зав. кафедрой растениеводства Омского сельскохозяйственного института.
Вскоре после окончания Великой Отечественной войны, летом 1945 года, переехал в Харьков. С этого же года — профессор, зав. кафедрой растениеводства Харьковского сельскохозяйственного института, где и проработал до конца жизни.
Одновременно в 1947—1960 — заместитель директора и заведующий лабораторией экологии сельскохозяйственных растений Украинского научно-исследовательского института растениеводства, селекции и генетики. Владел английским, французским и немецким языками.
Был директором опытной станции, а потом и Украинского отделения ВИР. Соратник Николая Вавилова. Николай Кулешов вспоминал один из приездов Вавилова на Украинскую опытную станцию ВИР летом 1928 года (вместе они посещали коллекционные поля):

В руках у Николая Ивановича Вавилова была записная книжка: он осматривал образец за образцом, задавая вопросы. Возле некоторых останавливался и в нескольких словах пояснял, что привлекло его внимание. После чего образец начинал представляться по-новому, в нём обнаруживались качества и особенности, которые раньше оставались незамеченными. Когда перешли к образцам озимой пшеницы Украины, я обратил внимание Н. И. на то, что они выгодно отличаются от чужеземных. Он ответил мне: «Это прекрасная основа, опираясь на которую нужно создавать ещё лучшее. Ведь перед нами потенциал пшеницы. Необходимо найти пути его использования. Дело трудное и долгое. Продолжать его будет молодежь».

## Избранные труды
- Кулешов Н. Н. Произрастание яровой пшеницы на полях Омской области / проф. Н. Н. Кулешов; Под ред. гл. агр. Обл. упр. сел. хоз-ва М. С. Каргаполова. — Омск: Омгиз (Тип. изд-ва «Омская правда»), 1947. — 152 с.
- Кулешов Н. Н. Кукуруза — важнейшая зерновая культура. — М.: Знание, 1955. — 32 с. — (Всесоюзное общество по распространению политических и научных знаний. Харьковское отделение; Серия 5. № 21).
- Кулешов Н. Н. Агрономическое семеноведение. — М.: Сельхозиздат, 1963. — 304 с. — (Учебники и учеб. пособия для высш. с.-х. учеб. заведений). — 16 000 экз.

Воспоминания о Н. И. Вавилове
- Кулешов Н. Н. Жизнь коротка. Завтра в четыре утра // Николай Иванович Вавилов. Очерки. Воспоминания. Материалы. — М.: Наука, 1987. — С. 151—159. — 488 с. — (Ученые СССР. Очерки, воспоминания, материалы). — 10 000 экз.